# 3200-as busz
A 3200-as jelzésű autóbusz egy helyközi autóbuszjárat, amelyet a Volánbusz Zrt. üzemeltet, amely Pásztó és Mátraszőlős között közlekedik. A járat útvonalának hossza 6,6 kilométer, a menetidő 15 perc.

## Megállóhelyei
| 0  | Pásztó, vasútállomás                   | 1305, 1308                   | Pásztó vasútállomás             |
| 1  | Pásztó, rendelőintézet                 | 1305, 1308                   | Margit Kórház                   |
| 2  | Pásztó, Fő út 30.                      |                              |                                 |
| 3  | Pásztó, Fő út 73. (OTP)                | 1021, 1024, 1032, 1301, 1305 |                                 |
| 4  | Pásztó, Fő út 131. (Temető)            | 1305                         |                                 |
| 5  | Mátraszőlős-Hasznos vasúti megállóhely |                              | Mátraszőlős-Hasznos megállóhely |
| 7  | Mátraszőlős, Felszabadulás út 221.     |                              |                                 |
| 8  | Mátraszőlős, Felszabadulás út          |                              |                                 |
| 9  | Mátraszőlős, óvoda                     |                              |                                 |
| 10 | Mátraszőlős, autóbusz-forduló          |                              |                                 |